# Lepraria atrotomentosa
Lepraria atrotomentosa är en lavart som beskrevs av Orange & Wolseley. Lepraria atrotomentosa ingår i släktet Lepraria och familjen Stereocaulaceae.   Inga underarter finns listade i Catalogue of Life.